# Смирнов, Николай Павлович (сенатор)
Никола́й Па́влович Смирно́в (14 ноября (26 ноября) 1824, Нижегородская губерния — 20 октября (2 ноября) 1905, Петергоф) — русский государственный деятель, товарищ обер-прокурора Святейшего синода (1878—1892), сенатор (1892—1905), действительный тайный советник (1896—1905).
Инспирируемый К. П. Победоносцевым, не пожелавшим лично вступать в конфликт с министром финансов, поддерживаемый реакцией в лице М. Н. Каткова и В. П. Мещерского, Н. П. Смирнов в 1885—1886 годах принял участие в кампании по дискредитации умеренно-либерального министра финансов Н. Х. Бунге. Им была написана книга «Современное состояние наших финансов, причины упадка их и средства к улучшению нашего государственного хозяйства» с критикой финансовой политики действующего министра финансов. В ответ на критику Н. П. Смирнова Н. Х. Бунге опубликовал свою работу, после чего помощник могущественного обер-прокурора Святейшего синода вновь дал печатный ответ министру финансов. Эту полемику широко обсуждала печать и общественные деятели, за ней следил император Александр III. Результатом выступлений Н. П. Смирнова стала отставка министра финансов.
Приятель П. И. Мельникова-Печерского. Занимался собиранием книг и благоустройством Петергофа. Почётный гражданин Петергофа. Н. П. Смирнов за свою многолетнюю службу был удостоен множества государственных наград Российской империи: орденов, медалей и знаков отличия.

## Биография
Николай Павлович происходил из дворян Нижегородской губернии. Учился на юридическом факультете Казанского университета. Окончив курс истории российского права, он поступил в Нижегородское губернское правление. С 17 октября 1846 года по 1851 год Н. П. Смирнов состоял на службе в ведомстве Министерства внутренних дел в Нижнем Новгороде. В 1850 году исполнял обязанности редактора неофициальной части газеты «Нижегородские губернские ведомости». После этого переехал в Санкт-Петербург, где продолжил службу в Министерстве внутренних дел. Во второй половине 1850-х годов Н. П. Смирнов поддерживал приятельские отношения с писателем-нижегородцем П. И. Мельниковым-Печерским, редактировавшим до Н. П. Смирнова «Нижегородские губернские ведомости», также к этому времени ставшим петербуржцем. Затем свыше десяти лет он прослужил в Министерстве финансов. В середине 1860-х годов поступил на службу в хозяйственное управление Святейшего Синода. 27 марта 1866 года произведён в действительные статские советники. С 10 февраля 1875 года по 14 января 1878 года работал директором Xозяйственного управления при Святейшем Синоде. 4 апреля 1876 года Николай Павлович был произведён в тайные советники. Наивысшего достижения в служебной карьере добился в 1878 году, когда 14 января занял должность товарища обер-прокурора Святейшего Синода при графе Д. А. Толстом.
Обязанностью Смирнова, в том числе, было ведение бракоразводных дел. Так, в письме на имя обер-прокурора Д. А. Толстого от 15 июня 1878 года он сообщал о признании незаконным брака великого князя Николая Константиновича, заключённого им под именем полковника Волынского, с дочерью оренбургского полицмейстера Надеждой Александровной Дрейер в сельской церкви неподалёку от Оренбурга; о беспорядках и взяточничестве в некоторых семинариях и консисториях и т. д.

### Н. П. Смирнов и Н. Х. Бунге
На смену Толстому в 1880 году пришёл К. П. Победоносцев, при котором Смирнов служил до 1892 года. Вместе с В. К. Саблером он входил в узкий круг доверенных лиц, которых Победоносцев использовал для своего всестороннего воздействия на курс государственной политики при Александре III и Николае II. В 1886 году получило огласку участие Н. П. Смирнова в противодействии К. П. Победоносцева умеренно-либеральному министру финансов Н. Х. Бунге, закончившееся отставкой последнего. Бунге возглавлял Министерство финансов с 1881 года, и в эпоху реакции 1880-х годов его деятельность на посту министра  подвергалась острейшей критике справа. В печати кампанию против него начали консервативные «Московские ведомости» М. Н. Каткова и «Гражданин» В. П. Мещерского. Их целью была отмена либеральных реформ Александра II. Но газетной полемикой критика либерального министра не ограничилась.
В сентябре 1885 года (по другим данным, в декабре) Н. П. Смирнов, имевший в прошлом опыт работы в Министерстве финансов, с подачи К. П. Победоносцева издал в количестве 48 экземпляров брошюру под названием «Современное состояние наших финансов, причины упадка их и средства к улучшению нашего государственного хозяйства». По мнению А. Ю. Полунова, товарищ обер-прокурора Святейшего синода вмешивался в сферы деятельности, далёкие от духовного ведомства, он стал орудием борьбы всесильного обер-прокурора против Н. Х. Бунге. Статья была направлена против либеральной политики Бунге и мотивировалась «патриотической тревогой» Святейшего синода: «положение наших финансов занимает в последнее время… всех русских людей», «все чувствуют и видят, что дело стоит плохо и угрожает опасность», «в этом ощущении сходятся все сословия — и государственные люди, и дворянство, и коммерческий люд, и крестьянство». Записка была издана напрямую, в нарушение цензурных правил, отпечатана в синодальной типографии и в рамках кампании дискредитации работы Министерства финансов роздана видным государственным деятелям.
В середине января 1886 года Н. Х. Бунге дал ответ на брошюру Смирнова в своей брошюре. Его работа называлась «Замечания министра финансов на записку тайного советника Смирнова, озаглавленную: „Современное состояние наших финансов, причины упадка их и средства к улучшению нашего государственного хозяйства“». Экземпляр своего ответа Н. П. Смирнову Н. Х. Бунге лично вручил Александру III. После этого, в апреле 1886 года, Смирнов ещё раз вынужден был выступить в печати с ответом Н. Х. Бунге. Публикация называлась «Объяснения тайного советника Смирнова на замечания господина министра финансов, сделанные по поводу записки „Современное состояние наших финансов, причины упадка их и средства к улучшению нашего государственного хозяйства“». На этот раз брошюра была издана тиражом 300—400 экз. Н. Х. Бунге вновь хотел дать ответ оппоненту из Святейшего синода, но на этот раз вынужден был отказаться от своего плана.
По мнению Смирнова, банковская реформа 1860-х годов сделала недоступным дешёвый государственный кредит дворянскому сословию и, как результат, стала причиной обнищания широких народных масс с одной стороны и обогащения вновь появившейся финансово-промышленной группы предпринимателей-нуворишей, — с другой. Смирнов ратовал за отказ от зарубежных займов, за выдачу дешёвых ссуд поместному дворянству из средств Государственного банка, за государственную винную монополию, передачу частных железных дорог государству и т. д. Кроме этого, в своих работах Н. П. Смирнов подверг решительной критике «космополитизм» Министерства финансов. Взамен этого он настаивал на усилении таможенного протекционизма государства. Смирнов также выдвигал требование уничтожения кредитных билетов, введение жёсткого правительственного контроля за частными банками и промышленными предприятиями. Главный упор критик либеральной финансовой системы сделал на инвективе, согласно которой возглавляемое Бунге Министерство финансов «поставило себе задачей пересоздать русские финансы на иностранный лад и стало видеть в конституции единственный якорь спасения». В устах правительственного чиновника этот упрёк мог означать недвусмысленное обвинение в посягательстве на самодержавные принципы государственной власти России, что было равносильно доносу.

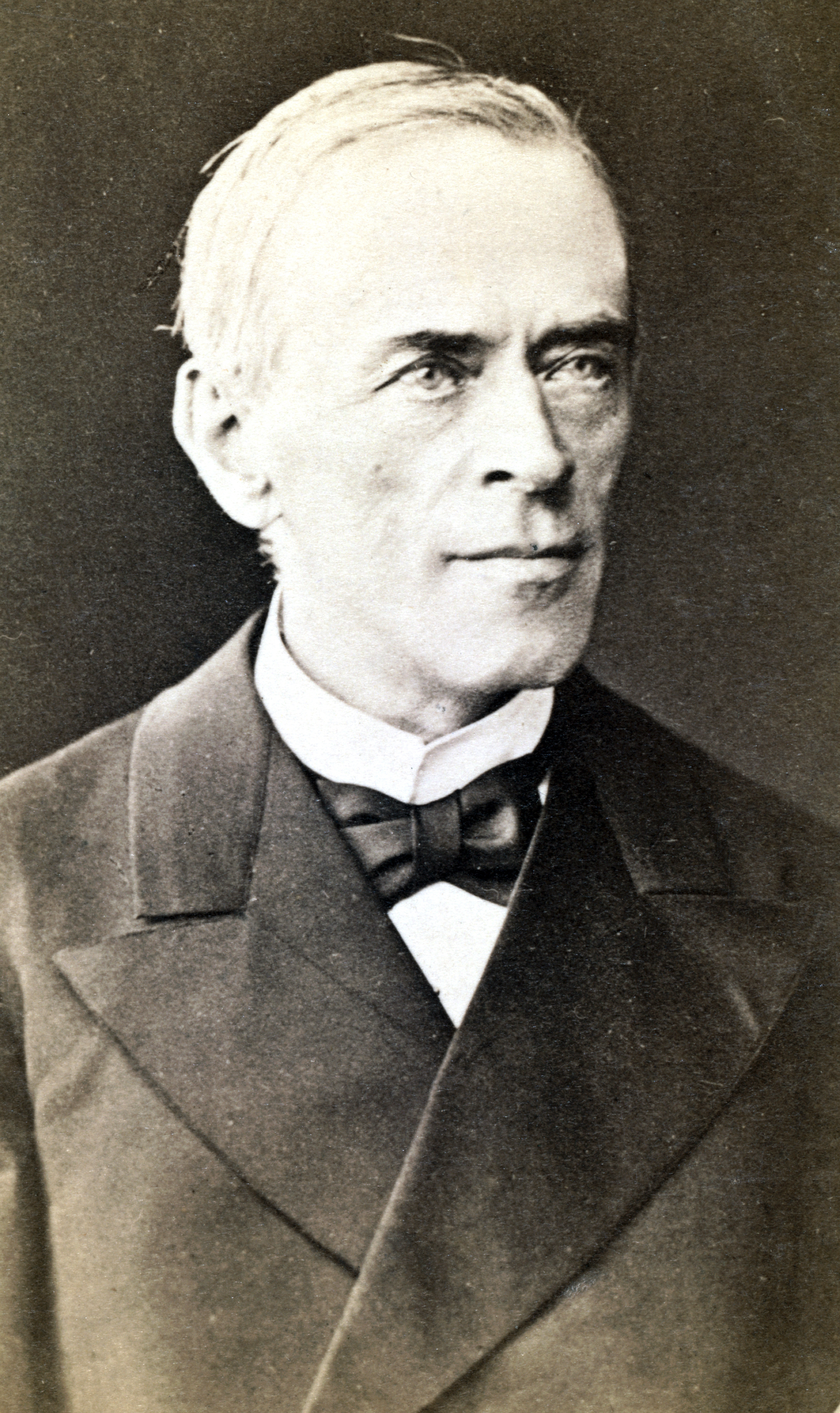
Николай Христианович Бунге, 1880-е годы

В своей первой работе Н. П. Смирнов коснулся также вопроса о реорганизации Министерства государственных имуществ в Министерство земледелия и торговли. Он писал о том, что в 1885 году предприниматели вновь подняли вопрос об учреждении Министерства торговли, промышленности и земледелия. По его словам, Министерство финансов, «занятое более вопросами финансовыми, чем торговыми», нередко из фискальных соображений отодвигает на второй план интересы торговли. Получается так, что промышленность и торговля «не имеют, таким образом, ни ведомства, ни лица, к которому они могут обращаться с просьбою о защите». Такая ситуация сложилась от того, что управление торговлей и промышленностью разделено среди нескольких Министерств: Министерства финансов, Министерства государственных имуществ, Министерства внутренних дел и Министерства путей сообщения. Плодить новые министерства Смирнов считал ненужным. В то же время, «удовлетворение справедливого заявления торгового сословия возможно только при условии переформирования Министерства государственных имуществ в Министерство земледелия и торговли с передачей в него некоторых дел из других Министерств. Мера эта не потребует нового расхода из казны, а между тем в общем строе государственных учреждений будет восстановлен весьма крупный пробел», — писал он.
Н. Х. Бунге воспринял реакционную записку Смирнова как направленный лично против него памфлет. Он решительно оспорил необходимость такой реорганизации нескольких министерств. Министр финансов сделал упор на большой заинтересованности его Министерства в совершенствовании института торговли, но при этом сослался на объективные трудности во внутренней и внешней торговле. По его словам, вопрос о перераспределении предметов ведения между данными Министерствами возник давно, но его решение связано с отсутствием необходимого финансирования. «Ни одно преобразование даже в видах сокращения расходов не обходилось у нас без расходов добавочных», — отмечал Н. Х. Бунге.
Государственный секретарь А. А. Половцов в своём дневнике от 30 декабря 1885 года приводит следующий эпизод, связанный со Смирновым:

В Государственном совете. Заседание с подавляющим впечатлением. Всегда при рассмотрении, или, пожалуй правильнее, регистрировании, бюджета бывали прения. На этот раз говорил один Бунге и, представив извлечение из своего всеподданнейшего отчёта, пришёл к такому заключению, что положение и экономическое, и финансовое скверно, а что улучшения ожидать неоткуда. В воздухе чувствовалось, что от Бунге пахнет мертвецом, что катковская клика поколебала его положение. По окончании заседания Абаза подходит к Победоносцеву и говорит ему: «Бунге при перечислении трудностей, встречаемых министром финансов, забыл упомянуть о той брошюре, что написана против него Вашим Смирновым».— Половцов А. А. Дневник Государственного секретаря. В 2-х тт. Т. 1. 1883—1886 гг. — С. 404.
Тремя неделями спустя тот же А. А. Половцов свидетельствовал, что встретив на улице управляющего Государственным банком Е. И. Ламанского, услышал о его намерении в ответ на брошюры Н. П. Смирнова и Н. Х. Бунге написать собственную работу на эту тему. С работой Н. П. Смирнова ознакомился и император Александр III.
На полемику между Н. Х. Бунге и Н. П. Смирновым в письме к Александру III откликнулся консервативный журналист, редактор проправительственного «Гражданина» князь В. П. Мещерский. Ответ министра финансов товарищу обер-прокурора Святейшего синода Мещерский назвал инсинуациями, а записку Н. П. Смирнова он характеризовал как явление замечательное и достойное внимания государя «как по вескости и серьёзности возражений, так и по ясности изложения». Возражение Н. Х. Бунге Н. П. Смирнову, по словам В. П. Мещерского, «было весьма несерьёзно и слишком недостойно министра финансов, в особенности там, где вместо цифр и фактов приводятся голословные фразы, ничем не подкреплённые, или личные нападки на самого Смирнова». С точки зрения В. П. Мещерского, слабыми сторонами ответа Н. Х. Бунге блестяще и победоносно воспользовался Н. П. Смирнов, якобы, поразив Н. Х. Бунге его же собственным оружием.
В. П. Мещерский считал, что работа Н. П. Смирнова навевает на грустные размышления как в отношении очевидной несостоятельности финансового положения Российской империи, маскируемого обманчивыми фразами министра финансов, так и в связи с бессилием министра финансов (или того, кто от его имени писал ответ Николаю Павловичу) дать вразумительный ответ на обличения Н. П. Смирнова, «уничтожить хотя бы одно из взведённых» на финансовое ведомство «обвинений данными или серьёзными доводами». Оппоненты Н. П. Смирнова, писал В. П. Мещерский государю, не дали себе труда «даже обдумать и разобрать своё возражение, а написали наскоро, так, как пишутся газетные статьи и проявили какое-то непонятное пренебрежение к своему долгу перед судьями оправдаться в взведённых на Министерство финансов обвинениях».
Либеральная печать не могла открыто обсуждать пикировку Святейшего синода и Министерства финансов, тем не менее либерально-народнический журнал «Русская мысль» в мартовском «Внутреннем обозрении» редактора журнала В. А. Гольцева коснулся полемики двух политических антагонистов и половинчато осудил выступление товарища обер-прокурора Святейшего синода:

Мы разумеем здесь недавнюю печатную брошюрочную полемику о финансовых вопросах. Одна брошюра <Н. П. Смирнова> указывала на ошибочность некоторых мероприятий по финансовой части. К сожалению, среди замечаний, не лишённых основания, в неё включены были какие-то неопределённые личные заподозривания, намеренное смешение политических выводов, принадлежащих некоторым иностранным авторам, с мнениями лиц, редактировавших переводы тех авторов, указания на какую-то неблагонадёжность личного состава одного ведомства и т. п. <…> Он повредил себе лишь своими заподозриваниями, которые не идут к делу и роняют его мнение в глазах людей, подобным приёмам не сочувствующих.— <Гольцев В. А.> Внутреннее обозрение. // Русская мысль, 1886, март. — С. 139—140, отд. II.
Несмотря на подробный и аргументированный ответ Н. Х. Бунге Н. П. Смирнову, его участь была предрешена, 31 декабря 1886 года министр финансов вынужден был уйти в отставку со своего поста, но его уход не означал его поражения. 1 января 1887 года Александр III назначил его председателем комитета министров. Это был более высокий, хотя и менее влиятельный пост.

### Последние годы
Однако положение самого Н. П. Смирнова при К. П. Победоносцеве также не было незыблемым. 21 мая 1892 года Александра Богданович, супруга генерала Е. В. Богдановича, в своём дневнике сообщала: «Смирнов уходит за тёмные дела в Синоде: по бракоразводным делам за него получает взятки Камчатов и делится с ним, Смирновым». Преемником Н. П. Смирнова стал В. К. Саблер, а сам он 14 мая 1896 года получил чин действительного тайного советника и назначен сенатором во 2-й административный департамент Сената.
В 1886 году на иждивении Н. П. Смирнова значилась семья из шести человек. Он имел казённую квартиру и годовое жалованье в размере десяти тысяч рублей. По долгу службы ему приходилось неоднократно бывать в Петергофе, и в 1887 году Смирнов купил себе здесь дом на Никольской улице. Выйдя в отставку и став жителем Петергофа, Смирнов принял участие в преобразовании петергофской прогимназии в гимназию. 18 октября 1897 года в Петергофе была создана комиссия для строительства новой гимназии, в которую, в числе прочих, вошёл и он. 4 июля 1899 года комиссия под его председательством окончательно утвердила проект её строительства, благодаря его влиянию были выделены средства на его реализацию. Открытие произошло в сентябре 1904 года, когда новое здание было освящено. Император Николай II по ходатайству жителей города подписал указ о присвоении Н. П. Смирнову звания Почётного гражданина г. Петергофа.
Умер Николай Павлович Смирнов 20 октября (2 ноября) 1905 года. Был похоронен на Свято-Троицком кладбище Старого Петергофа. Могила до настоящего времени не сохранилась.

## Отзывы современников

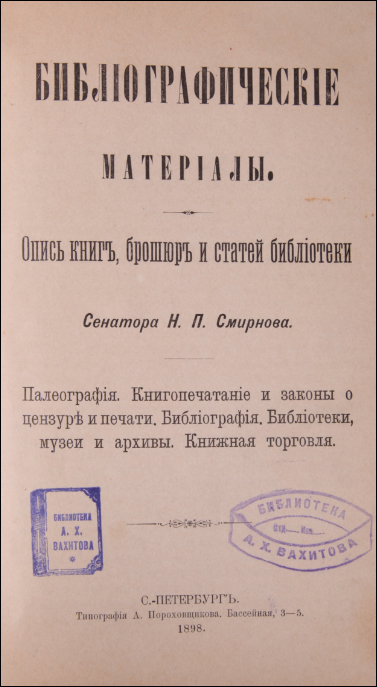
Библиографические материалы Н. П. Смирнова, 1898

Кроме П. И. Мельникова-Печерского и К. П. Победоносцева Н. П. Смирнов был знаком со многими выдающимися современниками. По воспоминаниям петербургского книготорговца Н. И. Свешникова, Николай Павлович был заядлым библиофилом, собравшим большую библиотеку юридической литературы. Смирнов благоволил к Свешникову и помогал ему выпутываться из торговых затруднений, которые возникали у того в связи с запоями. Смирнов составил описание своей богатой библиотеки по правоведению и библиографии: «Библиографические материалы. Опись книг, брошюр и статей библиотеки сенатора Н. П. Смирнова». СПб., 1898. Книга сохраняет значение библиографического справочника до настоящего времени.

## Награды
За время государственной службы чиновник был удостоен множества наград:
- Орден Святого Владимира третьей степени в 1868 году.
- Орден Святого Станислава первой степени в 1870 году.
- Орден Святой Анны первой степени в 1872 году.
- Орден Святого Владимира второй степени в 1879 году.
- Орден Белого орла в 1883 году.
- Орден Святого Александра Невского в 1889 году.
- Медаль «В память войны 1853—1856» из тёмной бронзы на Владимирской ленте.
- Золотая медаль «В память освящения Храма Христа Спасителя».
- Знак отличия беспорочной службы за XV лет.
- Знак Красного Креста.

### Комментарии
1. ↑  Надворный советник Иван Тимофеевич Камчатов, секретарь 2-й экспедиции Санкт-Петербургской консистории, либо Александр Тимофеевич Камчатов, протоиерей Андреевского собора, член 1-й экспедиции Санкт-Петербургской духовной консистории (1808 — 6.02.1888 г.). Возможно, речь шла о взятках, имевших место в 1870—1880 гг.